# Virgin MVR-02
Der Virgin MVR-02 ist der zweite Formel-1-Rennwagen von Virgin. Der von Nick Wirth konstruierte Wagen hat an allen 19 Rennen der Formel-1-Saison 2011 teilgenommen. Cosworth entwickelte den V8-Motor CA2011. Bereift war er wie alle anderen Saisonfahrzeuge mit Pirelli-Reifen, die Felgen stammten von BBS. Das Fahrzeug wurde ohne KERS eingesetzt.

## Fahrer
Die Cockpits wurden in der Saison 2011 von Timo Glock, der auch schon im Vorjahr für Virgin fuhr, sowie von Jérôme D’Ambrosio besetzt.

## Ergebnisse
| Fahrer               | Nr.                  | 1  | 2   | 3  | 4   | 5  | 6   | 7  | 8  | 9  | 10 | 11 | 12 | 13  | 14  | 15 | 16 | 17  | 18  | 19  | Punkte | Rang |
| -------------------- | -------------------- | -- | --- | -- | --- | -- | --- | -- | -- | -- | -- | -- | -- | --- | --- | -- | -- | --- | --- | --- | ------ | ---- |
| Formel-1-Saison 2011 | Formel-1-Saison 2011 |    |     |    |     |    |     |    |    |    |    |    |    |     |     |    |    |     |     |     | —      | 12.  |
| T. Glock             | 24                   | NC | 16  | 21 | DNS | 19 | DNF | 15 | 21 | 16 | 17 | 17 | 18 | 15  | DNF | 20 | 18 | DNF | 19  | DNF | —      | 12.  |
| J. D’Ambrosio        | 25                   | 14 | DNF | 20 | 20  | 20 | 15  | 14 | 22 | 17 | 18 | 19 | 17 | DNF | 18  | 21 | 20 | 16  | DNF | 19  | —      | 12.  |

| Legende  | Legende            | Legende                                                          |
| Farbe    | Abkürzung          | Bedeutung                                                        |
| -------- | ------------------ | ---------------------------------------------------------------- |
| Gold     | –                  | Sieg                                                             |
| Silber   | –                  | 2. Platz                                                         |
| Bronze   | –                  | 3. Platz                                                         |
| Grün     | –                  | Platzierung in den Punkten                                       |
| Blau     | –                  | Klassifiziert außerhalb der Punkteränge                          |
| Violett  | DNF                | Rennen nicht beendet (did not finish)                            |
| Violett  | NC                 | nicht klassifiziert (not classified)                             |
| Rot      | DNQ                | nicht qualifiziert (did not qualify)                             |
| Rot      | DNPQ               | in Vorqualifikation gescheitert (did not pre-qualify)            |
| Schwarz  | DSQ                | disqualifiziert (disqualified)                                   |
| Weiß     | DNS                | nicht am Start (did not start)                                   |
| Weiß     | WD                 | zurückgezogen (withdrawn)                                        |
| Hellblau | PO                 | nur am Training teilgenommen (practiced only)                    |
| Hellblau | TD                 | Freitags-Testfahrer (test driver)                                |
| ohne     | DNP                | nicht am Training teilgenommen (did not practice)                |
| ohne     | INJ                | verletzt oder krank (injured)                                    |
| ohne     | EX                 | ausgeschlossen (excluded)                                        |
| ohne     | DNA                | nicht erschienen (did not arrive)                                |
| ohne     | C                  | Rennen abgesagt (cancelled)                                      |
| ohne     | keine WM-Teilnahme |                                                                  |
| sonstige | P/fett             | Pole-Position                                                    |
| sonstige | 1/2/3/4/5/6/7/8    | Punktplatzierung im Sprint-/Qualifikationsrennen                 |
| sonstige | SR/kursiv          | Schnellste Rennrunde                                             |
| sonstige | *                  | nicht im Ziel, aufgrund der zurückgelegten Distanz aber gewertet |
| sonstige | ()                 | Streichresultate                                                 |
| sonstige | unterstrichen      | Führender in der Gesamtwertung                                   |